# Финансовый контроль в строительстве
Финансовый контроль в строительстве — совокупность действий и операций по проверке финансовых и связанных с ними вопросов деятельности субъектов хозяйствования в области строительства. Формы и методы финансового контроля, общие для организаций любой сферы деятельности, освещены в статье Методы финансового контроля. Настоящая статья посвящена особенностям контроля в строительных организациях (подразделениях) и специфическим методам, характерным для документальных ревизий и проверок таких организаций.

## Особенности проведения документальной ревизии в строительной организации
Помимо основных контрольных процедур, освещённых в статье документальная ревизия, при ревизии строительной организации ревизор должен проверить:
- Обеспеченность организации производственными нормами:
  - расхода строительных материалов,
  - трудовых затрат,
  - выработки машин и механизмов.
- Наличие на всех объектах строительства:
  - планов строительства,
  - титульных списков,
  - строительных смет.
- Сметные расчёты:
  - по используемым материалам,
  - по оплате труда,
  - по применяемым в расчётах ценам,
  - по специальным коэффициентам (за высотный характер работ, за холодное время года и многие другие),
  - по пересчёту в актуальные цены,
  - по учёту накладных расходов, непредвиденных расходов, нормы рентабельности.
- Организацию приёма и хранения строительных материалов на участках (в том числе, проводится ли инвентаризация материалов открытого хранения).
- Организацию сдачи-приёмки скрытых работ. Под скрытыми работами понимается сооружение таких объектов, доступ к которым после завершения работ будет затруднён или невозможен (например, засыпанные фундаменты, трубопроводы в каналах, автомобильные дороги, конструкции полов). Такие работы сдаются исполнителем по отдельному акту — акту скрытых работ, подписываемому также и представителем заказчика. После подписания такого акта исполнитель может закрывать строительные конструкции. Обычно договор строительного подряда предусматривает право заказчика в случае отсутствия акта скрытых работ требовать от подрядчика вскрытия выполненных конструкций за его счёт.
- Порядок списания строительных материалов. Распространено списание по производственным нормам, а не по фактическому расходу материалов, который может быть меньше нормативного. Таким образом создаются неучтённые излишки. Признаком такого списания могут служить «красные» остатки материалов в отчётах производителей работ.
- Долю материалов в себестоимости работ. Практика показывает, что она не должна превышать 40 процентов (а для монтажных работ - 30 процентов). В противном случае, ревизор должен дополнительно использовать другие методы финансового контроля.
- Организацию и целесообразность передачи строительных материалов с объекта на объект. Под видом передачи могут быть скрыты случаи расхищения материальных ценностей. Признаками этого могут являться:
  - документы, оформленные не полностью,
  - отсутствие подтверждения перевозки строительных материалов,
  - оформление большинства документов последними днями месяца.

## Контрольный обмер
Контрольный обмер — установление фактического объёма строительно-монтажных или ремонтных работ, качества и количества фактически использованных материалов. Контрольный обмер проводится визуально, путём инструментальных измерений и с помощью расчётных методов.